# 呂孫福
呂孫福（1990年2月20日—），台湾政二代。出身淡水政治家族。現任民主進步黨中央評議委員，曾任長昌有限公司（不動產買賣租賃投資、建材相關業務及高爾夫球場等）董事。2018年九合一選舉中，經民主進步黨提名參選新北市第一選區(淡水、三芝、石門、八里)市議員，選舉結果民進黨票合計約44,000票，無法上兩席，由現任鄭宇恩連任成功。
父親呂子昌曾連任七屆台北縣議員、第一屆新北市議員、現任總統府國策顧問。其姊是前任立法委員呂孫綾。
2018年7月，國民黨新北市議員候選人陳偉影射批評同選區的對手、民進黨議員候選人呂孫福與立委呂孫綾兩姐弟是「靠爸」的「父酬者聯盟」、「富二代」、「政二代」。

## 家族議題

### 土地問題
《周刊王》報導，新北市政府為便民闢路，有意徵收呂家家族在「淡海新市鎮」農地中的1.3公頃土地，開價2.3億卻屢談不成，一名官員透露，當地地主們要求新北市政府須買下全部12公頃土地，讓徵收經費暴增為20億元，「市府怎可能同意」。呂子昌之後接受採訪表示，祖先在地兩百多年，土地持分有家族多人，同意徵收，但絕沒有說必須買下全部土地，只要求須以「市價徵收」。據悉，該12公頃土地，共有20個地號，呂子昌擁有其中5個地號的持分；呂孫福也擁有若干持分；呂子昌曾在2013年一場協調會上說：「希望地主能參加自辦重劃，以一定比例農地變建地。」。

### 選舉操作棄保，同黨內鬨文宣爭議
2018年11月新北市議員選舉，選前一天遭媒體爆料：呂孫福陣營拿民進黨新北市黨部主委余天背書，推出「一席已穩定，確保第二席，搶救1號呂孫福」文宣。涉嫌違反黨內聯合競選公約「不可出現同黨候選人穩當選文宣口號」的規定。而呂孫福使用余天像影推出文宣及廣告，與余天授權的原意不同，引發爭議。因投票在即，黨部請呂家勿過度引伸。
而呂孫福的父親呂子昌，在上一屆新北市議員選舉中曾有催票文宣，表示「最怕被說穩當選」，並聲稱這種穩當選的說法是候選人都怕的奧步
。

## 軼事
107年6月9日在淡水舉辦的問政說明會上，繼胞姊民進黨立委呂孫綾被稱為「淡水蔡依林」之後，當場主持人也將呂孫福稱為「淡水羅志祥」，此話一出讓時事評論員「宅神」朱學恆在個人臉書嘲諷的表示：「我這個通北街基努李維笑逐顏開」，同時也引起網友熱議。並因此登上卡提諾狂新聞，引來大批網友朝聖揶揄。

## 外部連結
- 新北市議會第3屆議員選舉第1選區選舉公報（民國107年）（页面存档备份，存于）
- 新北市議員候選人 呂孫福的Facebook專頁